# Undine Smith Moore
Undine Eliza Anna Smith Moore, la « Doyenne des compositrices noires », née le 25 août 1904 à Jarratt et morte le 6 février 1989 à Petersburg, est une compositrice américaine et professeure de musique. Moore est formée à l'origine comme pianiste classique, mais développe une production composée principalement de musique vocale, son genre préféré. Une grande partie de son travail s'inspire des spirituals noirs et de la musique folk. Undine Smith Moore est une enseignante renommée et déclare un jour qu'elle considère « l'enseignement comme un art ». Vers la fin de sa vie, elle reçoit de nombreux prix pour ses réalisations en tant qu'éducatrice musicale.

## Biographie

### Jeunesse
Undine Smith Moore est la plus jeune des trois enfants de James William Smith et Hardie Turnbull Smith. Elle est la petite-fille d'esclaves. En 1908, sa famille déménage à Petersburg, en Virginie. Sa ville natale de Jarratt, compte une importante population afro-américaine, et Moore se souvient plus tard de la communauté chantant et priant à l'église baptiste Morningstar. À propos de son enfance, Moore déclare que « par-dessus tout, la musique régnait ».

### Éducation
À sept ans, Undine Smith Moore commence à prendre des cours de piano auprès de Lillian Allen Darden, qui l'encourage ensuite à fréquenter l'Université Fisk, où elle étudie le piano et l'orgue avec Alice M. Grass et la théorie de la musique avec Sara Leight Laubenstein. Moore refuse une bourse d'études au Virginia Normal Institute de Petersburg afin de s'inscrire à Fisk, une université historiquement noire. En 1924, la Juilliard School accorde à Moore sa toute première bourse à une étudiante de Fisk, lui permettant de poursuivre ses études de premier cycle. Elle obtient son diplôme avec mention en 1926.
En 1931, pendant la Renaissance de Harlem, Moore reçoit une maîtrise ès arts et un diplôme professionnel en musique au Teachers College de l'Université Columbia. De 1952 à 1953, Moore étudie la composition avec Howard Murphy à la Manhattan School of Music et assiste souvent à des ateliers de composition à la Eastman School of Music.

### Carrière
Bien que ses professeurs l'encouragent à poursuivre ses études en s'inscrivant à la Juilliard School, Undine Smith Moore accepte plutôt un poste de superviseur de musique dans les écoles publiques de Goldsboro, en Caroline du Nord. En 1927, Moore est embauchée comme professeure de piano et organiste au Virginia State College (aujourd'hui l'Université d’État de Virginie) à Petersburg, où elle est également chargée d'enseigner des cours de contrepoint et de théorie, pour lesquels elle est « particulièrement renommée ». Le collège nomme Moore directrice de la chorale du lycée George Washington Carver (en) et, en raison du faible budget de l'école, Moore écrit sa propre musique pour répondre aux besoins des étudiants.
En 1938, Undine Smith épouse le Dr James Arthur Moore, directeur du département d'éducation physique du Virginia State College. Le couple se produit souvent ensemble lors de récitals, car James Moore est un chanteur de formation. Le 4 janvier 1941, Moore donne naissance à leur fille, Marie Hardie.
En 1969, Undine Smith Moore et Altona Trent Johns deviennent cofondateurs du Black Music Center du Virginia State College, dont le but est de sensibiliser les membres aux « contributions des Noirs à la musique des États-Unis et du monde »,. En plus de l'enseignement, Moore considère le Centre comme sa « réalisation la plus importante ». En 1972, le Black Music Center ferme ses portes après la retraite d'Undine Smith Moore du Virginia State College. Moore voyage beaucoup en tant que professeure, donne des conférences sur les compositeurs noirs et dirige également des ateliers. Moore est professeure invitée au Carleton College et au College of Saint Benedict (en), et professeure adjointe à l'Université Union de Virginie dans les années 1970. Elle poursuit sa carrière d'enseignante en tant que professeure distinguée à la Virginia Union University jusqu'en 1976, tout en enseignant dans plusieurs collèges du Minnesota. Moore enseigne à divers musiciens, dont Camilla Williams, Leon Thompson, Billy Taylor, Phil Medley et Robert Fryson,.

### Honneurs
En 1973, Undine Smith Moore reçoit le prix humanitaire de l'Université Fisk. En 1975, Moore est nommée lauréate de la musique de l'État de Virginie et la National Association of Negro Musicians (en) la nomme  « éducatrice exceptionnelle ». L'Université de l'Indiana lui décerne un doctorat honorifique l'année suivante. Ses contributions à la musique sont reconnues par le National Black Caucus (en) et, en 1981, elle est invitée à prononcer le discours d'ouverture du premier Congrès national sur les femmes dans la musique à l'Université de New York. Parmi ses nombreuses récompenses figure un prix Candace (en) de la Coalition nationale des 100 femmes noires en 1984. Elle reçoit le Virginia Governor's Award in the Arts en 1985.

### Décès
Le 6 février 1989, âgée de 84 ans, Undine Smith Moore est victime d'un accident vasculaire cérébral. Lors de ses funérailles, plusieurs de ses arrangements spirituels sont exécutés. Elle est enterrée au cimetière Eastview à Petersburg, en Virginie. Une composition d'Adolphus Hailstork, I Will Lift Up Mine Eyes, est créée en 1989 pour honorer sa mémoire. Une plaque commémorative est approuvée en 2010 pour être installée à Petersburg. Moore est nommée parmi les femmes de l'histoire de Virginie (en)  en 2017.

## Musique

### Style
En repensant à ses années à l'Université Fisk, Undine Smith Moore décrit ses premières compositions, en particulier sa musique pour piano, comme ayant une similitude générale avec la musique de Leopold Godowsky. Son style de composition « n'incluait aucun élément afro-américain » et Moore n'a pas produit beaucoup de musique avant 1953 (pendant ses études avec Howard Murphy), lorsqu'un « changement marqué de style a eu lieu ». Moore transcrit les mélodies que chantait sa mère, ce qui lui inspire progressivement l'utilisation de spirituals afro-américains dans sa musique. À propos de ces mélodies et de leurs adaptations à sa musique, Moore déclare :
…les chansons que ma mère chantait en préparant le dîner ; les mélodies que mon père fredonnait après le travail m’ont profondément touché… En faisant ces arrangements, mon objectif n’était pas de faire quelque chose de « meilleur » que ce qui était chanté. Je les trouvais si beaux que je voulais les faire vivre de diverses manières – par des chœurs de concert, des solistes et des groupes instrumentaux.
En 1953, Moore compose le solo de piano « puissant et dissonant (en) » Before I'd be a Slave, « caractérisé par des groupes de tons, des bitonalités et des harmonies quartales (en) » — une étape significative par rapport à son écriture vocale tonale. Moore reconnaît qu'il y a « presque toujours une forte influence contrapuntique »  dans sa musique, qui commence à s'orienter vers un contrepoint plus dissonant après 1953. Helen Walker-Hill (en), auteur de From Spirituals to Symphonies, écrit que le style de composition de Moore est « librement tonal… parfois fortement modal, utilisant souvent des techniques du XXe siècle…, utilisant fréquemment un style récitatif …, presque toujours fortement contrapuntique, et dominé par l'idiome noir » . Quant à l’influence de la musique traditionnelle afro-américaine, Walker-Hill écrit :
L'« idiome noir » [de Moore] était l'utilisation de rythmes additifs et syncopés, de structures de gammes avec des lacunes, d'antiphonies d'appel et de réponse, de timbres riches, de mélodie influencée par le rythme, l'utilisation fréquente de l'intervalle de tierce et, moins fréquemment, de quarte et de quinte, les textures non homophoniques et « l'utilisation délibérée d'un point culminant saisissant avec une plénitude presque effrénée ».
Dans un volume du Choral Journal, Carl Harris analyse la musique de Moore comme étant influencée par « le ragtime, le blues, le jazz et la musique gospel ». Moore elle-même, cependant, ne reconnaît que « la musique folk noire et Bach comme de véritables influences ». À propos de la philosophie de sa musique, Moore déclare :
... rétrospectivement, il semble que j'ai souvent été préoccupée par l'aspiration, l'intensité émotionnelle associée à la vie des Noirs telle qu'exprimée dans les divers rites de l'Église et dans la vie noire en général - le... désir d'abondance et de plénitude. expression que l’on pourrait anticiper ou attendre d’un peuple opprimé déterminé à survivre.

### Composition
Les œuvres d'Undine Smith Moore vont « des arrangements de spirituals aux chansons d'art solo, en passant par la musique de chambre instrumentale et les œuvres en plusieurs mouvements pour chœur, solistes et instruments ». Bien qu'elle compose plus d'une centaine de pièces entre 1925 et 1987, seulement vingt-six sont publiées de son vivant. Moore écrit plus de 50 œuvres chorales, 21 compositions pour voix solo et accompagnement et 18 pièces instrumentales. La plupart de ces travaux ont lieu après 1950. Les années 1970 sont les années « les plus prolifiques » de Moore, avec vingt-sept œuvres composées.
En 1981, l'oratorio Scenes from the Life of a Martyr (en) de Moore, nommé pour le prix Pulitzer, est créé au Carnegie Hall. L'oratorio en 16 parties se base sur la vie du révérend Martin Luther King Jr. et est écrit pour chœur, orchestre, voix solistes et narrateur. Moore planifie la pièce depuis au moins cinq ans et la considère comme son « œuvre la plus importante » .

## Pensée
Undine Smith Moore exprime ouvertement ses réflexions sur le mouvement des droits civiques et son impact sur sa musique. Dans sa jeunesse, Moore connaît tous les effets de l'ère Jim Crow. En repensant à sa vie, elle déclare plus tard :
L'un des effets les plus néfastes du racisme à mon époque était les limites qu'il imposait aux aspirations des Noirs, de sorte que même si j'ai « inventé » et créé de la musique toute ma vie, dans mon enfance ou même à l'université, je n'aurais pas pensé à me qualifier de compositrice ou à aspirer à le devenir.
... toute libération est liée… tant qu'un segment de la société est opprimé… la société entière doit souffrir.
Moore est une ardente défenseure de la promotion de la musique et de l'art noirs : à son avis, l'art peut être utilisé comme « un puissant agent de changement social ». Moore prend soin de souligner qu'en raison des problèmes sociaux entourant les Afro-Américains, leur musique et leur art peuvent être stéréotypés:
J'utilise le terme musique noire pour décrire la musique créée principalement par des personnes qui se disent noires et dont les compositions dans leur corps large ou complet montrent une utilisation fréquente, voire prépondérante, d'éléments significatifs dérivés de l'héritage afro-américain. ...la musique noire est, dans ses termes les plus simples et les plus larges, simplement de la musique écrite par une personne noire.

## Œuvres choisies

### Solo de piano
- Valse Caprice (1930)
- Before I'd Be a Slave (1953)

### Ensemble de chambre
- Three Pieces for Flute and Piano (1958)
- Afro-American Suite (1969)
- Soweto (1987)

### Voix et piano
- Sir Olaf and the Erl King's Daughter (1925)
- Watch and Pray (1972)
- To be Baptized (1973)
- Lyric for TrueLove (1975)
- Come Down Angels and Trouble the Water (1978)

### Chœur
- Daniel, Daniel, Servant of the Lord (1952)
- Tambourines to Glory (1973)
- We Shall Walk through the Valley (1977)

### Chœur et orchestre
- Scenes from the Life of a Martyr (1981)

## Enregistrements
- "Daniel, Daniel, Servant of the Lord", on Steal Away: The African American Concert Spiritual (2016)[35].
- Suite for Flute, Cello, and Piano on Songs for the Soul: Chamber Music by African American Composers (2010)[36].
- "Before I'd be a Slave" on Soulscapes (2007)[37].
- "Mother to Son" (1955), "We Shall Walk Through the Valley" (1977), "Tambourines to Glory" (1973), on Vocalessence Witness – Dance Like the Wind (2004)[38].
- "To Be Baptised" (1973), "Set Down!" (1951), "I Want To Die While You Love Me" (1975), "Come Down Angels" (1978), on Ah! Love, But a Day – Songs and Spirituals of American Women (2000)[39].
- "To be Baptized" and "Watch and Pray". On The Angels Bowed Down: African American Spirituals[40].
- "Come Down Angels and Trouble the Water" (1978), "I am in Doubt" (1981), "Watch and Pray" (1973), "Love Let the Wind Cry How I Adore Thee" (1961), on Watch and Pray (1994)[41].
- "Tambourines to Glory" and "We Shall Walk through the Valley". On Dance like the Wind: Music of Today's Black Composers.[42]